# Oblast Kars
De oblast Kars (Russisch: Карсская область, Karsskaja Oblast) was tussen 1878 en 1917 een oblast (provincie) binnen het onderkoninkrijk van de Kaukasus van het keizerrijk Rusland. De hoofdstad was de stad Kars, dat sinds 1921 in Turkije ligt.
De oblast grensde binnen het Russisch Rijk aan de oblast Batoemi in het noorden (in de periode 1883-1903 onderdeel van het gouvernement Koetais), aan het gouvernement Tiflis in het noordoosten en aan het gouvernement Jerevan in het oosten. In het westen lag het Ottomaanse Rijk. De oblast Kars omvatte delen van de hedendaagse Turkse provincies Kars, Ardahan en Erzurum, en de Amasia-gemeenschap van de Armeense provincie Sjirak.

## Geschiedenis
De oblast Kars ontstond in 1878 uit gebieden die het keizerrijk Rusland op het Ottomaanse Rijk tijdens de Vrede van San Stefano verkregen had. Het gebied van de oblast Kars behoorde vroeger tot het eyalat Kars en het eyalat Childir en na 1845 tot het eyalet Erzurum. 
Tijdens de inlijving van het eyalat Kars gingen volgens Russische bronnen 82.000 moslims naar het Ottomaanse Rijk. In plaats daarvan migreerden Armeniërs, Georgiërs, Russen en etnische Duitsers naar de gebieden die het keizerrijk Rusland verworven had. Uit andere Transkaukasische gebieden werden eveneens mensen al dan niet vrijwillig hierheen verplaatst. Ook uit de gebieden aan de Ottomaanse kant van de grens, die nog onder Ottomaans bestuur vielen, kwamen mensen. 
Bij een volkstelling in 1892 was de bevolkingssamenstelling als volgt: 24% Turken, 14% Karapapaken, 5% Turkmenen, 21,5% Armeniërs, 15% Koerden, 13,5% Grieken en 21% andere volkeren.
Na de Oktoberrevolutie en het uiteenvallen van het Russische keizerrijk kwam het gebied deels bij de Republiek Armenië, en het noordwestelijke deel bij de Democratische Republiek Georgië. Het Turkse leger veroverde in 1920 het gebied, synchroon met de Sovjet verovering van Armenië. Het gebied werd als gevolg van de verdragen van Moskou en Kars in 1921 overgedragen aan Turkije.